# Gustav Oppel
Gustav Oppel (* 26. September 1891 in Volkstedt; † 22. Juni 1978 in Dresden) war ein deutscher Bildhauer und Porzellanmodelleur.

## Leben und Werk
Oppel studierte Bildhauerei an Kunstakademien und Kunstgewerbeschulen in Dresden, München und Berlin. Von 1918 bis 1931 arbeitete er als freischaffender Bildhauer in Dresden, dann in Berlin. Im Dresdner Adressbuch ist er zuletzt 1931 als Akademischer Bildhauer im Schilfweg 9 verzeichnet.
Als freier Mitarbeiter schuf Oppel figürliche Modelle für renommierte Porzellanmanufakturen wie die Schwarzburger Werkstätten für Porzellankunst in Unterweißbach, die Porzellanfabrik Ph. Rosenthal und & Co. in Selb und die Aelteste Volkstedter Porzellanmanufaktur und Rudolf Kämmer in Rudolstadt-Volkstedt. Für Kämmer schuf er u. a. Büsten von Musikern und Denkern. 1925 gestaltete Oppel anlässlich der Herbstmesse aus Porzellan ein neues Zeichen für die Leipziger Messe. Vor allem bis Ende der 1920er Jahre wurde Oppel häufig als zeitgemäßer Porzellanmodelleur gewürdigt.
Oppel nahm als Soldat der Wehrmacht am Zweiten Weltkrieg teil.
Nach dem Ende des nationalsozialistischen Staats gehörte Oppel mit Hermann Hensel, Dörte Gujot, Hans Steffen und Karl Pohl zu einer losen „Wirkungsgruppe bildender Künstler Weißensee“, die 1945 mit Gästen eine Winterausstellung durchführte.
Oppel modellierte weiter im traditionellen Stil Porzellanplastiken für die Aelteste Volkstedter Porzellanmanufaktur und Kämmer. Die Zeitschrift des Verband Bildender Künstler der DDR Bildende Kunst erwähnte 1971 den 80. Geburtstag Oppels.
Arbeiten Oppels gehören zum Bestand mehrerer Museen und öffentlicher Sammlungen und sind im Kunsthandel präsent.

## Zeitgenössische Rezeption
„Endlich zeigt sich Gustav Oppel in einer ganzen Reihe von zierlichen Figuren und Gruppen in Porzellan als ein Künstler, der diesen Stoff mit Feingefühl und Stilgefühl beherrscht …“

„Gustav Oppel, der von der stilgetreuen Wiedergabe des historischen Vorbilds ausgegangen ist und schließlich die Formensprache unserer Tage gefunden hat, zeigt die Entwicklungslinie, die an den altmeisterlichen Stil anknüpft und in die Moderne mündet.“

## Ausstellungen (Auswahl)
- 1920: Dresden, Sommerausstellung der Künstlervereinigung Dresden[5]
- 1923: Berlin, Große Berliner Kunstausstellung
- 1928/1929: Wanderausstellung der American Federation of Arts
- 1929: Barcelona, Weltausstellung

### Posthum
- 1982: Hannover, Kestner-Museum („Rosenthal – hundert Jahre Porzellan“)